# Мур, Фредерик
Фредерик Мур (англ. Frederic Moore; 13 мая 1830 — 10 мая 1907) — британский энтомолог и орнитолог. Был помощником куратора от Лондонского музея в Ост-Индской компании. Автор десятитомного издания «Lepidoptera indica» (1890—1913) — работы по бабочкам Южной Азии, которая была завершена после его смерти Чарлзом Свайно. Является первооткрывателем многих видов бабочек.